# Аурангабад (округ, Бихар)
Аурангаба́д (англ. Aurangabad) — округ на юго-западе индийского штата Бихар. Административный центр — город Аурангабад. Площадь округа — 3303 км². По данным всеиндийской переписи 2001 года население округа составляло 2 013 055 человек. Уровень грамотности взрослого населения составлял 57,03 %, что немного ниже среднеиндийского уровня (59,5 %).